# 普遍功利主義
普遍功利主義（英語：general-Utilitarianism）是功利主義的一支，跟其他功利主義派別不同在於：普遍功利主義重視的是「若每個人都按照我現在遵守的道德律作出行為，這個世界會變成什麼樣子？」最明確的例子是「窮人可不可以奪取富人的財富？」按照情境功利主義，這似乎是可以接受的，因為這可以以促進最大快樂值，但普遍功利主義提醒我們，若每個人都這麼作，那社會會變成什麼樣子？